# Сафоничев, Сергей Владимирович
Сергей Владимирович Сафоничев (6 апреля 1962, Москва) — российский бизнесмен, обанкротившийся миллиардер, один из самых крупных в России торговцев люксовыми и эксклюзивными наручными часами швейцарских брендовых марок, фигурант ряда уголовных дел. В определённых кругах известен также как Сафон, по оценке газеты «Коммерсантъ» — «крупнейший <в России> серый продавец luxury-товаров».
С 2014 года российскими компетентными органами проводилось расследование подпольной бизнес-деятельности Сафоничева, значительная часть которой, по версии следствия, была основана на нелегальных поставках люксовых часов и драгоценностей в нарушение таможенных правил РФ. Изъятая в мае 2016 года сотрудниками Федеральной таможенной службы (ФТС) и конфискованная судом первой инстанции предположительно принадлежащая Сафоничеву партия люксового товара, преимущественно швейцарских часов, оценивается в рекордную для ФТС сумму 12,5 млрд рублей. В 2017 году арбитражный суд апелляционной инстанции постановил частично вернуть Сафоничеву ювелирные изделия стоимостью 1,6 млрд рублей.
В 2022 году Арбитражный суд Москвы по иску финансового управляющего Сергея Сафоничева вынес решение об изъятии из чужого незаконного владения Гохрана ранее изъятых ФТС контрабандных и контрафактных драгоценностей.
По данным Росбизнесконсалтинга, эксперты называют Сафоничева «королём московского чёрного рынка эксклюзивных часов». Тайный люксовый бизнес Сафоничева в Москве существовал около 20 лет, общественности и прессе впервые стало известно о нём только в 2015 году.

## Биография и обзор бизнеса
Сергей Сафоничев родился 6 апреля 1962 года в Москве в малообеспеченной рабочей семье Владимира и Александры Сафоничевых. Мать одна растила Сергея и его младшую сестру Ирину. Детство Сафоничева прошло в маленькой квартире на 2-м этаже 16-этажного панельного дома на севере столицы, в районе перекрёстка Большой Академической улицы и улицы Лихоборские Бугры, а также в дачном посёлке Крёкшино под Москвой. Интереса к школьным предметам не проявлял, учился посредственно, в 1977 году окончил восемь классов московской школы № 848. Высшего образования не получал, иностранными языками не владеет.
Ещё со школьных лет начал заниматься куплей-продажей различной бытовой продукции, вещей и одежды, что в 1980-е годы преследовалось в СССР по статье о спекуляции. С 1998 года, после знакомства с бизнесменом Сергеем Седовым, начал заниматься поставкой из-за границы и продажей в России люксовых эксклюзивных швейцарских часов. В то время официальных дилеров в России у швейцарских часовых домов не было. Одной из первых марок, на которой специализировались партнёры, были люксовые швейцарские часы Audemars Piguet. В 2004 году Сафоничев пытался легализоваться и вместе с бизнесменом Дмитрием Стрешинским зарегистрировал в Москве ООО «Гарри Винстон СНГ» с использованием американского бренда производителя люксовых часов Harry Winston. Однако бизнес у компании не пошёл, и далее Сафоничев использовал «серые» схемы. 
В 2016 году, по данным Росбизнесконсалтинга, эксперты называли Сафоничева «королём московского чёрного рынка эксклюзивных часов». Его закрытый для широкой публики магазин «для избранных» (куда состоятельные покупатели попадали только по рекомендации) на улице Большая Дорогомиловская в районе Кутузовского проспекта скрывался во дворе, за неприметной дверью подъезда, не имел вывески, а клиентами были крупные бизнесмены, депутаты, сенаторы, губернаторы, генералы и высокопоставленные чиновники. Отмечалось, что тайный салон Сафоничева (кабинет и сейфовая комната) располагал уникальным ассортиментом: подобных часов покупателям не предлагалось ни в ЦУМе, ни в элитных часовых бутиках Москвы. У Сафоничева был личный талант консультанта и продавца, он сам обслуживал VIP-покупателей, даже самые взыскательные клиенты не уходили из его салона без покупки. Другим преимуществом Сафоничева были гарантии полной конфиденциальности, которые он обеспечивал желавшим сохранить инкогнито влиятельным приобретателям люкса. Председатель правления культурно-исторического фонда Виктора Вексельберга «Связь времён» Владимир Ворониченко характеризует Сафоничева как «безусловно талантливого парня и умелого торговца».
«Он был настоящим китом рынка лакшери, с огромными связями, казался непотопляемым. Все до последнего были уверены, что он сумеет разрулить ситуацию с  таможней».
Цены у Сафоничева были ниже, чем в брендовых магазинах Женевы, что привлекало к его тайному салону в Москве элитных покупателей. По мнению гендиректора компании «Richemont Россия» Дмитрия Еремеева, Сафоничев мог приобретать товар у официальных дилеров часовых домов, работающих не в Швейцарии (где люксовые часы дороже), а на иных рынках — в Испании, США, Китае и Гонконге, где официальные дилеры могут реализовать «зависший товар» за наличные со значительным дисконтом. Также и по другим сведениям, значительная часть люксового товара поступала Сафоничеву из США, а не из Швейцарии как места изготовления брендовых часов.
С конца 2014 года оперативниками Центральной акцизной таможни (ЦАТ) и Федеральной службы безопасности было установлено, что люксовый бизнес Сафоничева включает в себя нелегальный компонент в форме контрабанды и уклонения от таможенных платежей. При этом нет достоверных сведений, что Сафоничев сам выезжал в Швейцарию или США и лично перевозил люксовый товар через российскую границу. Курьер, нелегально доставивший через границу в Россию товарные партии элитных часов без уплаты таможенных платежей, зафиксирован спецслужбами в аэропорту при прохождении «зелёного коридора», однако в целях обнаружения всей цепочки нелегальных поставок задержан с поличным не был.
17 декабря 2014 года, после первого обыска в тайном магазине на Большой Дорогомиловской, сыщики отмечали, что «такого огромного количества драгоценностей на столь маленькой площади» им не приходилось ранее видеть. Начиная с декабря 2014 года в салоне Сафоничева в его присутствии 3 месяца производилось изъятие и опись обнаруженных часов и ювелирных изделий. Всего оперативниками было изъято 2225 единиц люксовых товаров, из них 1983 дорогостоящих швейцарских часов. По экспертным оценкам в ходе следствия товары оценены в 12,58 млрд рублей (по курсу ЦБ на 17 декабря 2014 года — 205,77 млн долларов). Общая сумма изъятого в салоне Сафоничева превзошла таможенную стоимость всех люксовых часов, легально ввезённых на территорию России в 2014—2015 годах: на законных основаниях в эти два года было импортировано часов с корпусами из драгоценных металлов и с использованием драгоценных камней на 151,78 млн долларов.
В ходе следственных мероприятий мультимиллионер Сафоничев отрекомендовался сыщикам ЦАТ и ФСБ как совладелец и менеджер компаний «Резонанс» и «Грэйс». Одна из этих компаний являлась арендатором помещения на Большой Дорогомиловской улице, арендная плата, вносимая Сафоничевым за салон, составляла 110 тыс. рублей в месяц.
«Сафоничев — это такая уходящая натура. Он, конечно, легенда на рынке, но новое поколение покупателей уже не ходит в такие «кабинеты». Он работал на старой клиентуре, плюс с людьми с Охотного Ряда и Большой Дмитровки, которым нельзя было светиться, да всякими невыездными силовиками».
Линия защиты Сафоничева, сформулированная его адвокатами в суде, где рассматривалась законность изъятия правоохранительными органами контрабандных часов и драгоценностей, состояла в том, что всё изъятое — «частная коллекция Сафоничева, а владеть драгоценностями, не запрещёнными к хранению, имеет право любой человек». В рамках административного производства по ст.16.21 КоАП возможна конфискация ввезённого с нарушением таможенного законодательства товара, а также наложение штрафа в размере от половины до 200 % оценочной стоимости изъятых вещей. Виновным по этой статье может быть признано только юридическое, а не физическое лицо. Поэтому дело возбуждено в отношении фирмы, которая являлась владельцем помещения подпольного салона, а Сафоничев не признавался юридически собственником люксового товара, хотя и пытался этого добиться. Следственные органы успешно доказали обоснованность конфискации в судах всех инстанций. Кроме ювелирных изделий стоимостью 1,6 млрд рублей — 16 марта 2017 года Девятый арбитражный апелляционный суд, рассмотрев апелляционную жалобу, отменил решение первой инстанции об изъятии и уничтожении поддельных изделий под маркой Harry Winston и постановил вернуть Сафоничеву и аффилированной с ним фирме «Грэйс» изъятые таможней драгоценности, после чего они вернулись в продажу.
Система реализации люксовых часов через закрытые для широкой публики салоны, отмечают эксперты, характерна для рынков развивающихся стран, например — Китая, Гонконга, Бразилии. В России же известные часовые дома стали открывать официальные представительства, начиная с 2005 года.
По мнению экспертов часового рынка, Сафоничев приобретал люксовый товар не только на свои, но и на заёмные средства, а после конфискации драгоценностей оказался с крупными долгами в затруднительном и рискованном положении перед кредиторами. 1 сентября 2016 года в Арбитражный суд Москвы было подано требование о признании Сафоничева банкротом.
В ноябре 2021 года Сафоничев, будучи уже банкротом с долгом в 3 млрд рублей, оказался фигурантом расследования Следственного комитета РФ. Его подозревали в фальсификации доказательств по гражданскому делу, в ходе которого он представил в Арбитражный суд фальшивую справку-отчёт осмотра транспортных средств несуществующей уже фирмой-оценщиком, вследствие чего стоимость переоформленных им семи авто премиум-класса была занижена в 10 раз, и автопарк торговца был стремительно выкуплен заинтересованными лицами за бесценок. Фейковые документы незадачливый бизнесмен использовал в Арбитражном заседании 21 июля 2020 года. Однако и в этот раз уголовного наказания Сафоничев избежал. Число исков по долговому делу Сафоничева измеряется десятками.